# Liste der Monuments historiques in Boussois
Die Liste der Monuments historiques in Boussois führt die Monuments historiques in der französischen Gemeinde Boussois auf.

## Liste der Bauwerke
| Bezeichnung      | Beschreibung | Standort                        | Kennzeichnung | Schutzstatus | Datum | Bild           |
| ---------------- | ------------ | ------------------------------- | ------------- | ------------ | ----- | -------------- |
| Kirche St-Martin | Erbaut 1928  | Place de l’Abbé-Bortolus (Lage) | PA59000108    | Inscrit      | 2005  | weitere Bilder |

## Liste der Objekte
| Bezeichnung               | Beschreibung                             | Standort                       | Kennzeichnung | Schutzstatus | Datum | Bild |
| ------------------------- | ---------------------------------------- | ------------------------------ | ------------- | ------------ | ----- | ---- |
| Skulptur Kreuzigungsszene | Holz, polychrom gefasst, 19. Jahrhundert | in der Kirche St-Martin (Lage) | PM59005912    | Inscrit      | 1984  |      |
| Skulptur Madonna mit Kind | Holz, vergoldet, 19. Jahrhundert         | in der Kirche St-Martin (Lage) | PM59005913    | Inscrit      | 1984  |      |